# Ullersricht
Ullersricht ist ein Gemeindeteil der kreisfreien Stadt Weiden in der Oberpfalz im bayerischen Regierungsbezirk Oberpfalz.

## Geographische Lage
Ullersricht liegt an der Bahnstrecke Neukirchen–Weiden bzw. Bahnstrecke Regensburg–Weiden.
Östlich von Ullersricht verläuft die Bundesautobahn 93, durch Ullersricht verläuft von West nach Ost die Staatsstraße 2238 und von Nord nach Süd die Staatsstraße 2657 (diese von der B22 bis Pfreimd).
Am Südrand der Ortschaft fließt der Ullersrichter Bach und mündet 650 m weiter südöstlich in die Waldnaab.

## Ortsname
Die Endung des Ortsnamens auf -richt deutet darauf hin, dass Ullersricht (auch: Ulreichsgrun, Ullersried, Ullersriedt, Ulerßriedt, Ulersried, Ullersrieth, Ullersreith) zu den vom 11. bis zum 14. Jahrhundert entstandenen Rodungssiedlungen gehört.

## Geschichte
Der im 11. Jahrhundert entstandene Burgstall Ullersricht gehört zu einer größeren Anzahl solcher Wehranlagen östlich von Neustadt an der Waldnaab.
Sie zeugen vom Landesausbau, der sich in der Zeit der Grafen von Sulzbach nach Norden fortschreitend entwickelte.
Im Salbuch der Burggüter Parksteins aus dem 16. Jahrhundert wurde diese Burganlage vermerkt als ein Burgstall mit eingezäunten Gärten, Wall und Graben, auf dem noch zwei Stadel stehen.
Das Salbuch von 1366 verzeichnete Ullersricht als zu Parkstein gehörend.
1440 wurde eine Schäferei in Ullersricht erwähnt.
Im 15. Jahrhundert gehörte Ullersricht zum Gericht Neunkirchen.
Im Steuerbuch von 1588 wurden in Ullersricht 4 Bauern und 2 Inwohner (Schäfer und Hutmann) als zur Burg Parkstein gehörend verzeichnet.
Es wurden aufgezählt: 3 Höfe, 1 Gut, 14 Pferde, 26 Kühe, 26 Jungrinder, 17 Schweine, 65 Schafe.
Der Dreißigjährige Krieg hatte folgende Auswirkungen:
1625 zählte das Steuerbuch für Ullersricht auf 4 Bauern, 3 Höfe, 1 Inwohner, 2 Pferde, 6 Ochsen, 8 Kühe, 7 Kälber, 8 Schweine, 15 eigene Schafe des Hutmannes.
1636 gab es in Ullersricht 4 Bauern, 3 Höfe, 1 verwüstetes, baufälliges, ödes Gut, 2 Ochsen, 2 Kühe. Die Schuldenlast war größer, als die Höfe es wert waren.
Aus der Amtsbeschreibung von 1661 geht hervor, dass es zu dieser Zeit in Ullersricht 4 Mannschaften gab, 3 Familien waren nach Rothenstadt eingepfarrt.
Die Huldigung von 1714 nannte 4 zur Burghut Parkstein gehörende Untertanen.
Die Spezifikation von 1732 erwähnte für Ullersricht 4 Burgguts-Untertanen und 3 Inwohner (2 Hirten, 1 Tagwerker).
In der Haupttabelle von 1792 wurden 5 Amtsuntertanen einschließlich eines Hirten aufgeführt.
Um 1800 war Ullersricht ein burghutisches Dorf mit 7 Häusern und 44 Einwohnern.
Es gehörte zum Pflegamt Weiden.
Seine Obrigkeit war landesherrlich-sulzbachisch.
1817 wurde der Steuerdistrikt Moosbürg gebildet.
Er bestand aus den Weilern Moosbürg, Ermersricht und Ullersricht und der Einöde Leinstadtmühle.
Zu dieser Zeit gab es in Ullersricht eine Glasschleife mit 30 Arbeitern und eine Ziegelhütte mit 5 Beschäftigten im Sommer.
Moosbürg war unmittelbare Gemeinde zunächst im Landgericht Neustadt an der Waldnaab, dann ab 1838 im Landgericht Weiden in der Oberpfalz.
Die Gemeinde Moosbürg bestand aus Ermesricht, Leinstadtmühle, Moosbürg, Ullersricht und Ullersrichter Neubau.
1913 wurde Ullersricht aus der Gemeinde Moosbürg in die Gemeinde Rothenstadt eingemeindet.
Im Jahre 1978 wurde Ullersricht als Teil der Gemeinde Rothenstadt in die kreisfreie Stadt Weiden eingemeindet.

### Einwohnerentwicklung in Ullersricht von 1817 bis 2011
| Jahr | Einwohner        | Gebäude |
| ---- | ---------------- | ------- |
| 1817 | 63               | 26      |
| 1838 | 42 (kath.)       | k. A.   |
| 1861 | 64 + 93 (Neubau) | k. A.   |
| 1871 | 157              | 39      |
| 1885 | 191              | 15      |
| 1900 | 203              | 14      |

| Jahr | Einwohner  | Gebäude |
| ---- | ---------- | ------- |
| 1913 | 93 (kath.) | 16      |
| 1925 | 453        | 27      |
| 1961 | 1072       | 138     |
| 1987 | 1267       | 253     |
| 2011 | 905        | k. A.   |

### Wirtschaft

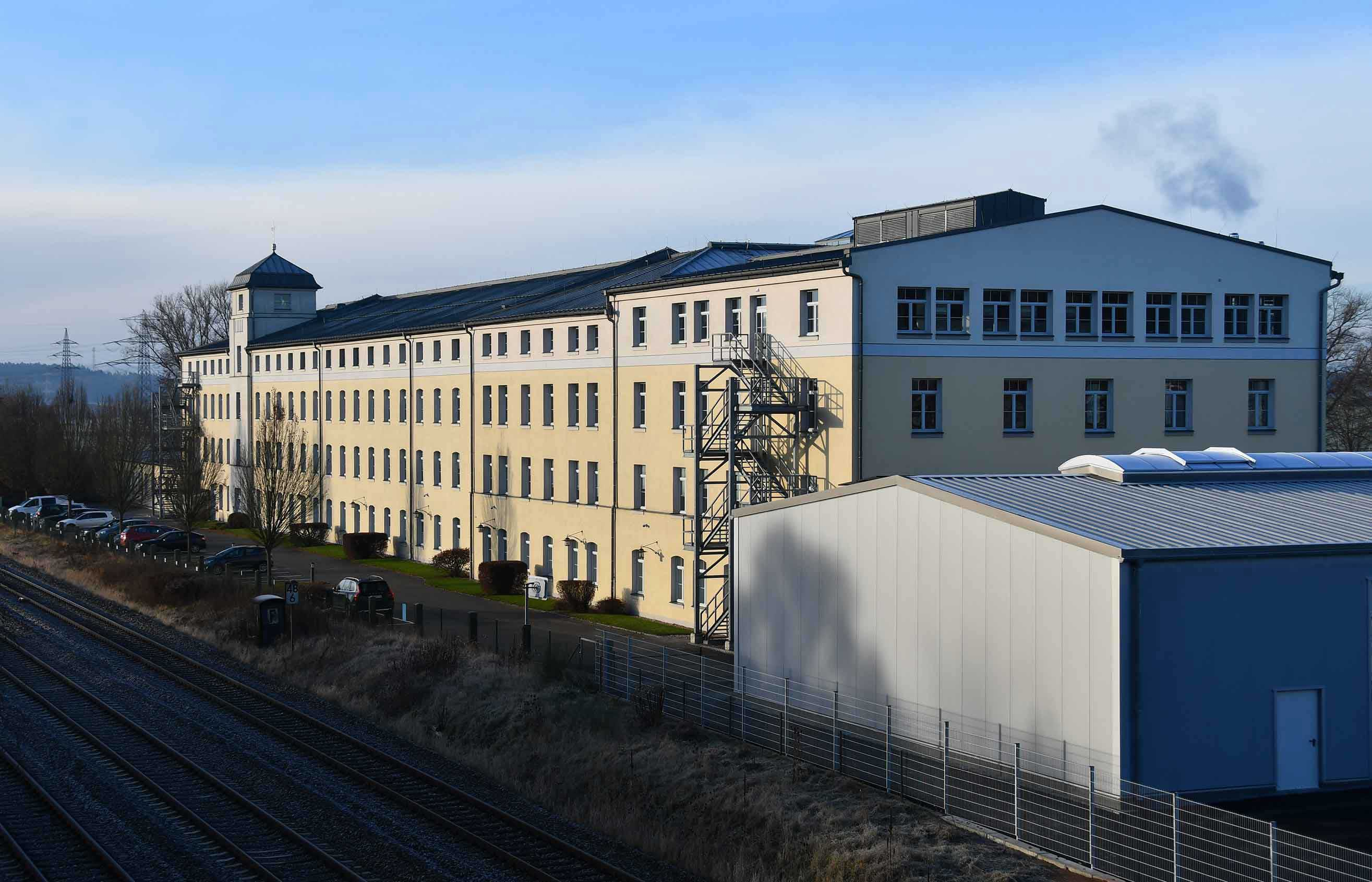
Porzellanfabrik Bavaria

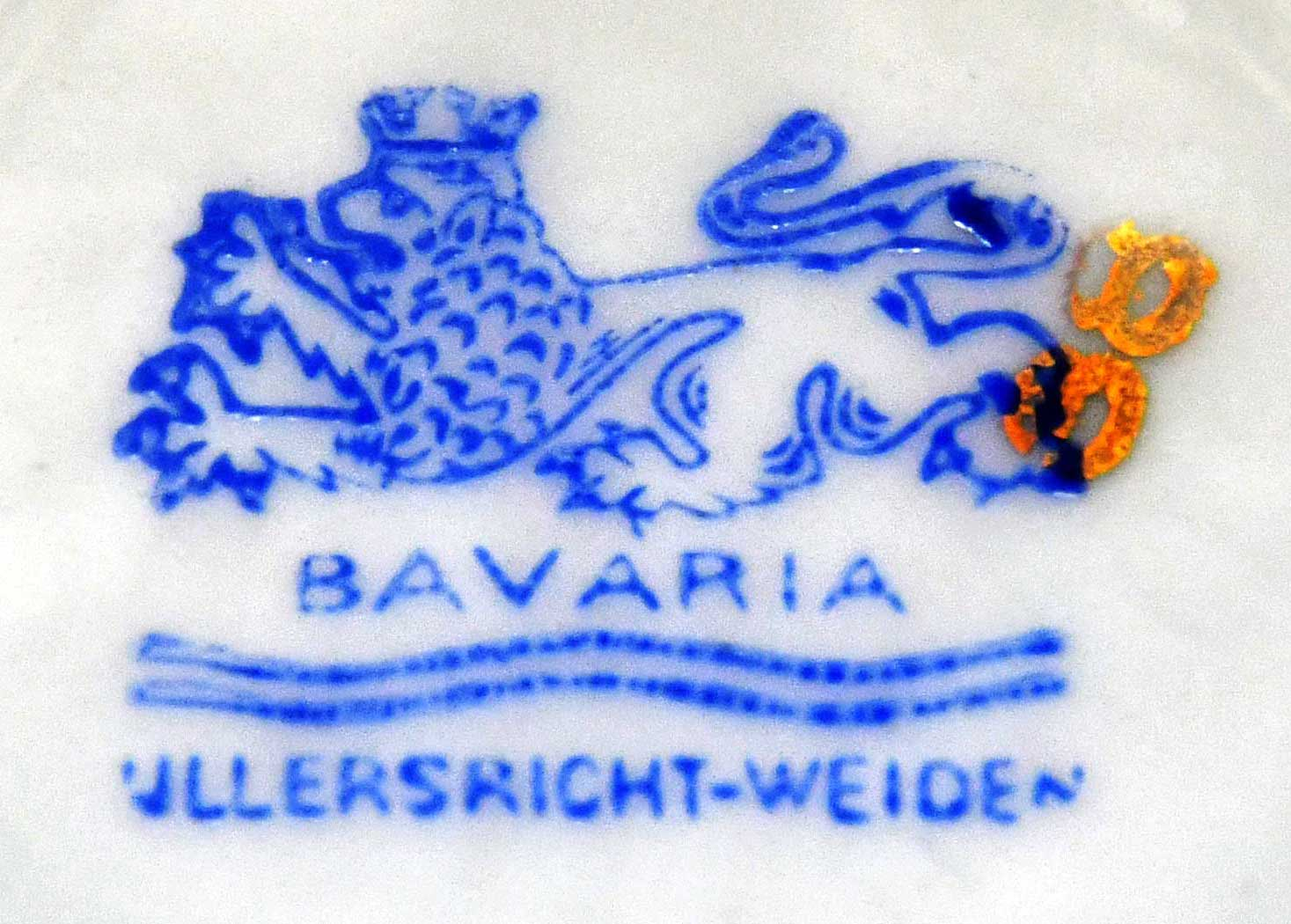
Bodenmarke-1-Bavaria-Ullersricht

Im Jahr 1919/20 wurde an der Bahnlinie die Bavaria Porzellanmanufaktur AG Ullersricht gegründet, die 1931 infolge der Weltwirtschaftskrise in Konkurs ging. Der Versandhand Josef Witt GmbH erwarb das Gebäude aus der Konkursmasse.

## Tourismus, Sehenswürdigkeiten
Am Südrand von Ullersricht befindet sich der Burgstall Ullersricht, eine abgegangene mittelalterliche Turmhügelburg (Motte).
Er besteht aus einem flachen Hügel und zwei umgebenden flachen Burggräben.